# Île Clipperton
Pour les articles homonymes, voir Clipperton.
Ne pas confondre avec l'île Clapperton, île des Territoires du Nord-Ouest au Canada.

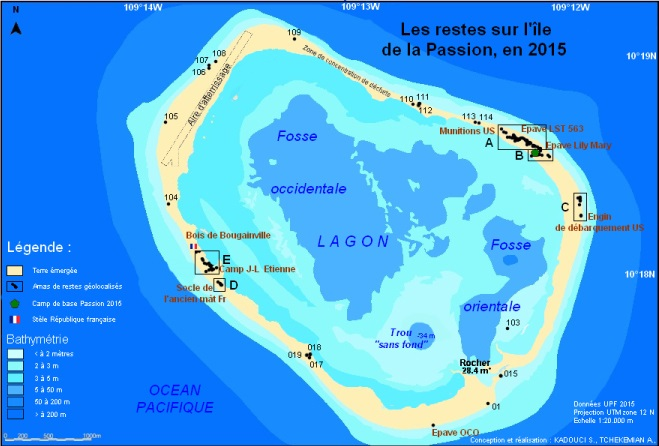
Carte des restes et vestiges sur la couronne coralienne de l'atoll français La Passion-Clipperton (Tchekemian, 2021).

L'île Clipperton, aussi appelée île de Clipperton, Clipperton, île de la Passion ou La Passion-Clipperton, est une possession française composée d'un unique atoll situé dans l'Est de l'océan Pacifique nord. Il est parfois qualifié d'« atoll le plus isolé du monde » car les terres continentales les plus proches sont celles du Mexique, à environ 1 100 km. Son lagon est le seul lagon d'eau douce du monde.
L'île Clipperton est la seule possession française du Pacifique nord. Elle est le quatrième territoire français du Pacifique et le cinquième de l'Outre-mer français par son extension maritime. Elle est une collectivité unique ne possédant aucun statut au sein de l'Union européenne et ne relevant pas non plus du statut des départements français ni des DROM-COM. Elle est administrée depuis Papeete et est placée sous l'autorité du ministre chargé de l'Outre-mer — autorité qu'il délègue au haut-commissaire de la République en Polynésie française. L'île, relevant du domaine public et des propriétés domaniales de l'État français, est donc classée sous le même régime législatif et relève de la même organisation particulière que les Terres australes et antarctiques françaises (TAAF), en tant que territoire sans population permanente.

## Toponymie
L'île Clipperton, aussi appelée île de Clipperton, Clipperton, île de la Passion ou La Passion-Clipperton, possède de nombreux surnoms :
- « L'île au trésor » car une légende voudrait qu'en 1704, John Clipperton, mutin ou déserteur du navire le Saint-Georges, dirigé par le corsaire William Dampier, y aurait caché un trésor[3]. D'après Hubert Juet, le trésor de Clipperton serait une invention du capitaine Murtie qui, en 1897, lorsqu'il était réfugié sur l'île après une tempête, inventa cette légende pour occuper ses hommes[4],[5].
- « L'île au guano » du fait de la récolte de guano sur l'île au XIXe siècle.
- « L'île tragique »[6] et « L'île aux fous »[7] en référence aux « Oubliés de Clipperton ».
- « L'île aux crabes » en raison des millions de crabes rouges de Clipperton qui constituent une importante colonie sur l'île[8].
- « L'île aux oiseaux », surnom donné par un élève officier à bord du Croiseur Jeanne d'Arc, le 4 décembre 1935[9]. En effet, l'île est le seul lieu de ponte possible au milieu d'une surface d'océan de plusieurs millions de kilomètres carrés, et abrite notamment une importante colonie de Fous masqués (Sula dactylatra), Fous bruns (Sula leucogaster), Fous à pieds rouges (Sula sula), mais aussi de Frégates du Pacifique (Fregata minor), de Sternes fuligineuses (Sterna fuscata), de Gygis blanches (Gygis alba), de Foulques d'Amérique (Fulica americana), de Gallinules d'Amérique (Gallinula galeata), etc[8].
- « L'île des extrêmes » en raison de l'extrême fragilité de ce milieu exceptionnel, de son éloignement et de son isolement, et des conditions climatiques extrêmes (chaleurs, intempéries, orages, cyclones)[10].

En 2007, la loi portant sur les dispositions statutaires et institutionnelles relatives à l'outre-mer l'appelle « île de Clipperton ». En 2022, la loi 3DS dispose que « l'île de Clipperton peut également être désignée par l'appellation : “La Passion-Clipperton” ».

## Géographie

### Isolement géographique

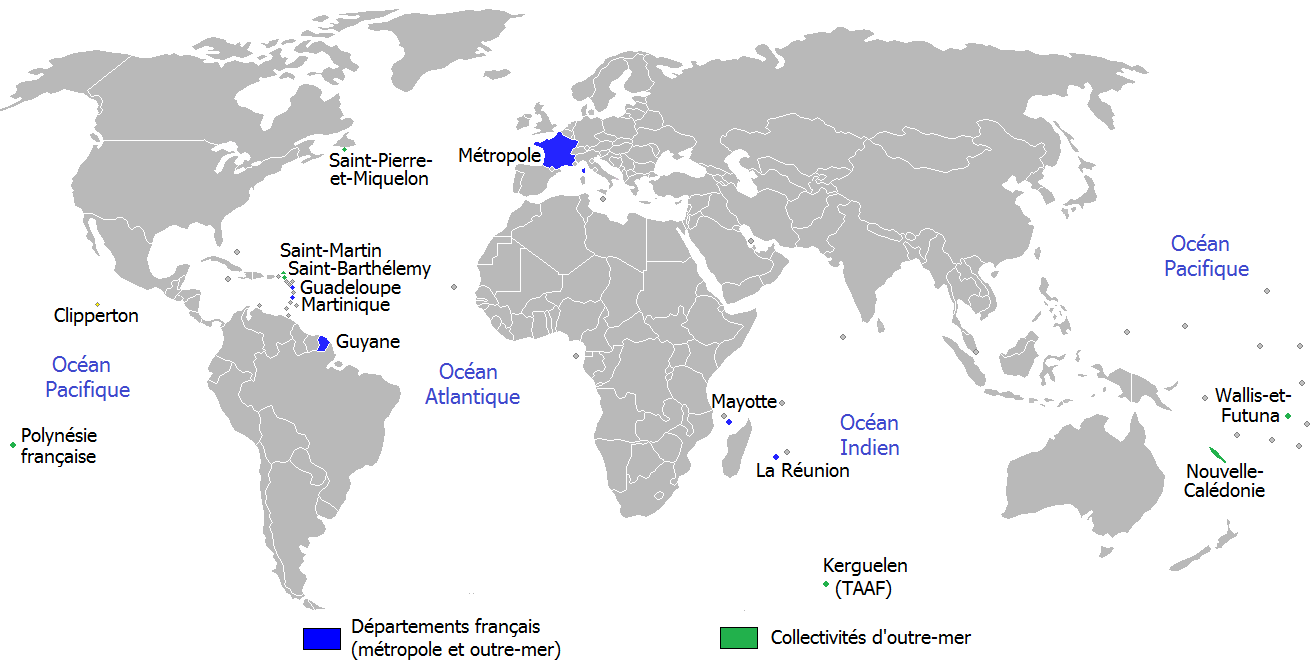
Carte de la France d'outre-mer, où Clipperton apparaît.

L'île Clipperton est le seul territoire que possède la France dans l'océan Pacifique nord,. Il se situe à 1 081 km au sud-ouest des premières côtes continentales, celles de l'État de Michoacán, au Mexique, et à 945 km au sud-sud-est de la première terre, la petite île Socorro, dans les îles Revillagigedo.
Dans le Pacifique Nord, les autres îles les plus proches sont l'île Isabela (îles Galápagos), à environ 2 260 km à l'est-sud-est, et l'île Hawaï, à environ 5 000 km à l'ouest-nord-ouest.
Les terres françaises les plus proches sont les îles de la Polynésie française dans le Pacifique Sud, notamment à l'ouest-sud-ouest Nuku Hiva (îles Marquises), à environ 4 015 km, et au sud-ouest Tahiti, à environ 5 375 km. En France métropolitaine, les côtes du Finistère (Porspoder) sont à environ 10 200 km au nord-est.
Il est parfois qualifié d'« atoll le plus isolé du monde », notamment par le comité français de l'UICN. Il s'agit de la seule terre émergée entre le continent et les îles Marquises : elle représente donc une escale pour de nombreux oiseaux marins.

### Atoll corallien
L'île constitue l'unique point émergé d'une zone de failles de la dorsale est-Pacifique, une chaîne de monts et de volcans sous-marins. Elle est issue d'un point chaud, d'une fissure par laquelle le magma s'est accumulé il y a 3,7 millions d'années, formant un volcan. Les atolls ont été constitués par des colonies de madrépores qui ont construit les récifs coralliens en se fixant autour de ces îles tropicales. Une fois que l'activité volcanique et la poussée en direction de la croûte terrestre se sont opérées, l'île s'est progressivement enfoncée dans l'océan. Les coraux, quant à eux, se sont maintenus en s'élevant pour rester à sa surface. Le mont volcanique a fini par disparaître, tandis que subsistait l'anneau corallien qui le ceinturait.
Seul atoll corallien de cette partie de l'océan Pacifique, appelée Pacifique oriental, l'île a une forme subcirculaire de douze kilomètres de circonférence. La superficie des terres émergées n'est que de 1,7 km2. L'atoll a un diamètre de 2,4 à 3,9 km. Son altitude est au maximum de 4 mètres pour la partie récifale, mais le point culminant est un rocher volcanique de 29 mètres d'altitude, le rocher de Clipperton, qui émerge du lagon au sud-est de l'atoll. La présence de ce reliquat de l'ancienne île volcanique fait de l'île Clipperton un presqu'atoll et non un véritable atoll au sens strict du terme,.
L'atoll encercle totalement un lagon d'eau douce, d'une superficie d'environ 710 ha, et qui comprend dix îlots, notamment les îles aux Œufs (ainsi nommées en raison de leur population de fous). La surface totale de tous ces îlots est inférieure à 5 000 m2. Le sol en est constitué de graviers et sables coralliens souvent cimentés de guano. La houle importante dans cette région rend périlleux tout débarquement.

### Lagon

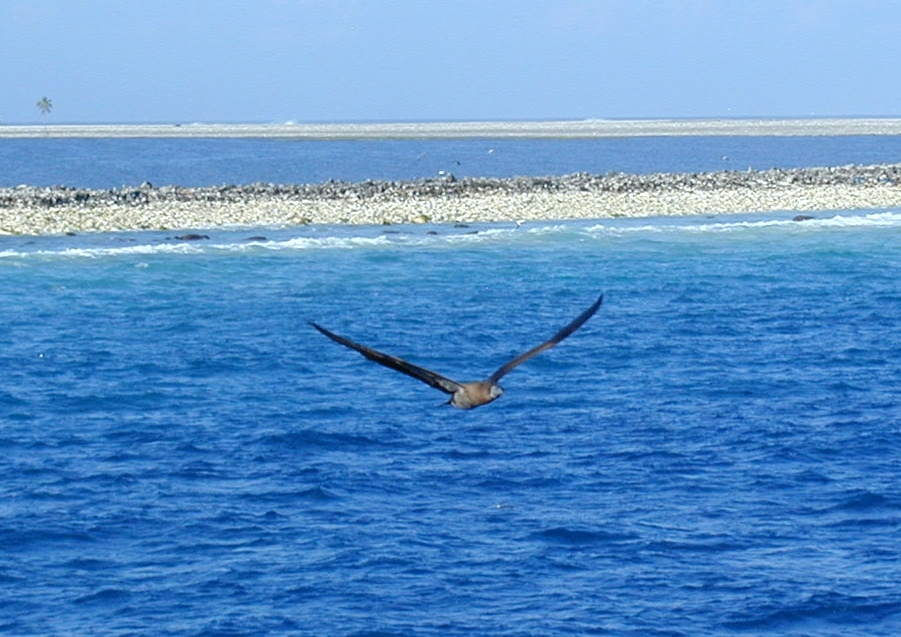
Le lagon de l'île Clipperton, seul lagon d'eau douce au monde.

Un temps ouvert par deux passes (au sud-est et au nord-est), le lagon (7,2 km2) s'est fermé entre 1840 et 1858, probablement du fait de tempêtes et peut-être de travaux. L'isolement des eaux du lagon de l'océan a entraîné la mort de nombreux coraux et l'eutrophisation du milieu, qui forme ainsi un écosystème spécifique.
Le lagon est considéré comme le seul lagon d'eau douce de la planète, ; en effet, l'évaporation des eaux du lagon est inférieure aux précipitations : l'eau y est donc douce en surface, salée et légèrement acide à partir de 6 mètres de profondeur. Les tentatives d'exploration du fameux « Trou sans fond » du lagon (qui est un puits sous-marin, hypothétiquement un vestige d'une ancienne cheminée volcanique) par le commandant Cousteau ont été empêchées par une trop forte concentration d'hydrogène sulfuré.
Ce lagon est constitué d'eau saumâtre, avec une forte concentration de colibacille, de bactéries, en raison de sa fermeture et du guano transporté par les eaux de ruissellement, ce qui l'inscrit dans un processus naturel d'eutrophisation. Aucun poisson n'y vit.
Entre 2004 et 2005 une expédition scientifique a été menée par Jean-Louis Étienne. L'équipe a plongé à plusieurs reprises dans le lagon et estimé sa profondeur maximale à 34 mètres.
En 2015, la mission Passion 2015, conduite par des scientifiques de l'université de la Polynésie française, a effectué des mesures bathymétriques du lagon. Elle a conclu qu'il présentait notamment plusieurs cuvettes de plus de 25 mètres de profondeur, et qu'en outre sa profondeur maximale atteignait même 55 mètres (au niveau de la fosse orientale). Elle a également mis en évidence que le Trou sans fond n'était pas le point le plus profond du lagon, à l'inverse de ce que son nom pouvait laisser entendre. En effet, selon ces nouvelles mesures — et contrairement aux indications des anciennes cartes qui le faisaient descendre jusqu'à plus de 90 mètres — le Trou ne posséderait en réalité qu'une profondeur de 35 mètres au maximum et de 30 à 32 mètres en moyenne.

### Climat
Le climat de Clipperton est de type tropical. La température de l'air et de l'eau ne varie que très peu tout au long de l'année : entre 25 °C et 30 °C. Les précipitations annuelles sont de 3 000 à 5 000 mm. Le taux d'hygrométrie est compris entre 85 % et 95 %. Les vents dominants sont les alizés de sud-est. Ils sont violents, les averses sont brusques et fréquentes, avec de nombreux cyclones, généralement durant les mois d'avril à septembre.
L'eau de pluie est la seule source d'eau douce potable sur l'île.

## Histoire

### Découverte (1704-1711)
L'île aurait été découverte par l'Espagnol Álvaro de Saavedra Cerón le 15 novembre 1528,, lors d'une expédition commandée par Hernán Cortés, le conquistador espagnol du Mexique, pour trouver une route vers les Philippines.
Selon d'autres[Qui ?], l'explorateur portugais Fernand de Magellan aurait été le premier à la trouver en 1521,, ce qui ferait de Clipperton et de certaines îles de Micronésie les premières régions du Pacifique à être atteintes par les Européens.
L'île aurait aussi été découverte par le flibustier, pirate et naturaliste anglais John Clipperton en 1704, alors qu'il venait de faire défection de l'expédition de William Dampier. Toutefois, aucune preuve de son passage à proximité de l'atoll n'a été conservée.
Le premier débarquement attesté[réf. nécessaire] sur Clipperton intervient le 3 avril 1711. 
Les Français Mathieu Martin de Chassiron et Michel Dubocage, commandant respectivement les frégates la Princesse et la Découverte, y débarquent[réf. nécessaire] et en dressent la première carte. 
En souvenir de cette journée, qui est un vendredi saint, ils la baptisent « île de la Passion », en référence à la Passion du Christ.

### Mentions dans les cartes
Ni les portulans ibériques, comme celui d'Andreas Homen en 1559, ni le planisphère portugais de 1585 ne mentionnent cette île ; pas plus que l'atlas du Dieppois Jean Guérard en 1634, pourtant très au courant des découvertes espagnoles. De même, ni l'atlas français de Sanson d'Abbeville en 1667, ni la carte de l'Amérique méridionale du père Feuillée de 1714 ne font mention d'une île Clipperton dans ces parages.
Elle apparaît sous le nom d'île de la Passion sur la carte réduite de la Mer du Sud dessinée en 1753 par Jacques-Nicolas Bellin, ingénieur de la marine, hydrographe du roi, nom repris dans son Hydrographie françoise de 1755. L'atlas de Malte-Brun de 1812 confirme cette appellation.
C'est en 1835, sur une carte de l'Océanie dressée par le géographe Antoine-Remy Frémin (d) pour l'atlas anglais d'Arrowsmith, qu'elle apparaît sous le nom d'île Clipperton, alors qu'Arrowsmith lui-même l'avait indiquée sous le nom d'île de la Passion sur sa carte de l'Amérique septentrionale datée de 1835 également.
La confusion s'installe à un point tel que, sur son Atlas de 1850, L. Berthe positionne une île de la Passion dans l'archipel des Revillagigedo au large du cap Corrientes, une île Cliporton [sic] plus au sud et, encore plus bas, un Rocher de la Passion, l’ancienne Isla Medanos découverte en 1527 par le navigateur espagnol Álvaro de Saavedra et que les Mexicains confondent aujourd'hui avec l'île de la Passion. Amboise Tardieu, en 1850, et Bouillet, en 1865, rétablissent[Comment ?] la situation en ne mentionnant que la seule île de la Passion.

### Annexion française (1858)
Intéressé par sa position stratégique dans le Pacifique face à l'isthme de Panama dans la perspective d'un percement futur, Victor Édouard Le Coat de Kerveguen en prit possession au nom de la France, ce qui fut confirmé par un décret de l'empereur Napoléon III en date du 17 novembre 1858, et par publication dans divers journaux, sans qu'aucun État ne vienne contester cette possession à cette époque.
Le projet était de faire de l'île un port de relâche pour les bateaux à vapeur, la construction d'un phare sur le « Rocher » (point culminant de l'île) qui serait visible à 30 milles marins, le percement de la passe près du « Rocher ».

### États-Unis, Mexique et France se disputent la possession

#### Exploitation du guano
En 1893, la goélette Viking charge 200 tonnes de guano vendues 40 dollars américains l'unité à San Francisco. En 1895, la Pacific Islands Company, une compagnie britannique, s'installe sur l'île pour y exploiter le guano. En août 1897, John Arundel, agent britannique de la Pacific Islands Company qui a clandestinement racheté l'Oceanic Phosphate Company, estime les réserves de guano de l'île à 12 000 tonnes. Il finit par sous-traiter l'exploitation aux Mexicains. Les réserves s'avérèrent toutefois limitées et s'épuisèrent en une vingtaine d'années après l'exploitation mexicaine.
En 1897, le Mexique l'occupe puis en 1906, y construit un phare et y laisse un gardien. En 1907, le président mexicain, le général Porfirio Díaz, y dépêche une petite troupe d'une dizaine de soldats accompagnés de leurs épouses et placés sous les ordres du capitaine Ramón Arnaud, descendant d'une famille française, afin de revendiquer la souveraineté mexicaine.

#### Oubliés de Clipperton (1914-1917)

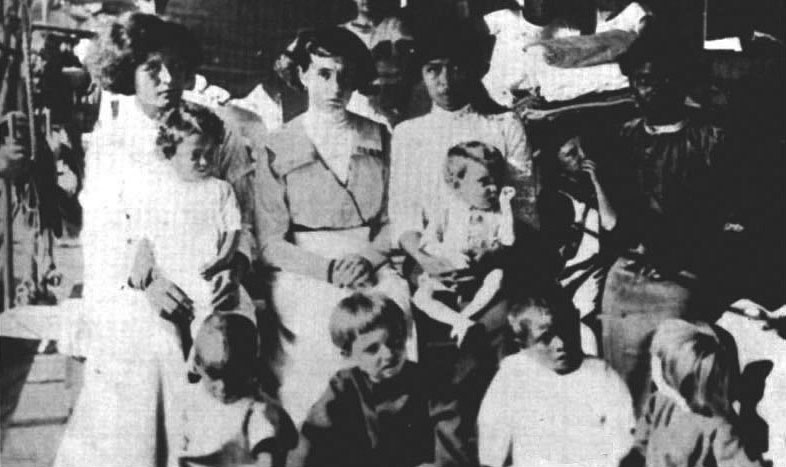
Les survivants de Clipperton.

En février 1914, un cyclone détruit les potagers de la petite garnison de onze soldats installés sur place avec femmes et enfants depuis 1906. La marine mexicaine devait venir les ravitailler environ tous les quatre mois. Mais le bateau de ravitaillement de mai n'arrive pas. À la fin du mois de juillet un croiseur de l'US Navy, l'USS Cleveland (en) vient secourir l'île, mais le chef de la garnison refuse d'embarquer sur un navire ennemi. La troupe est alors décimée par la famine et le scorbut. En mai 1915, ils ne sont plus que trois hommes, six femmes et huit enfants. Deux des hommes meurent en tentant de rejoindre un navire passant au large. Le dernier homme survivant, gardien du phare, fait alors vivre un calvaire aux autres et se comporte en dictateur,. Il est assassiné à coups de marteau par les femmes survivantes le 17 juillet 1917. Le lendemain l'USS Yorktown (en) les sauve ; il était venu vérifier qu'aucun navire allemand ne s'y cachait,. Certaines encyclopédies ont longtemps indiqué que l'île Clipperton avait une cinquantaine d'habitants, restant à ce chiffre de 1914.

#### Arbitrage entre la France et le Mexique (1909-1931)
Le 2 mars 1909, la France et le Mexique se décident à faire arbitrer leur désaccord sur la souveraineté de l'île.
Le Mexique n'ayant pu fournir de preuves de la découverte de l'île Clipperton par l'Espagne (dont le Mexique hériterait), la souveraineté de la France est reconnue le 28 janvier 1931 par l'arbitrage de Victor-Emmanuel III, roi d'Italie (ses experts juridiques),.
Cet arbitrage reconnaît en effet que le territoire était terra nullius lors de l'annexion française de 1858 et que celle-ci s'est faite dans les règles. Il considère notamment que la souveraineté française sur Clipperton était aussi effective que possible, aucune administration n'y étant nécessaire en l'absence de population. L'île Clipperton est assimilée à un objet qu'on peut s'approprier s'il n'a pas de propriétaire, à condition de l'avoir possédé un instant et d'avoir alors proclamé publiquement sa prise de possession. Dans ce cadre, l'envoi d'un navire français sur place en 1858 suivi de l'annonce de l'annexion dans The Polynesian (en), le journal officiel du royaume d'Hawaï, ont paru suffisants. Le fait que la France n'ait effectué aucune exploitation de l'île Clipperton et qu'elle soit à priori moins bien placée que le Mexique pour cela (vu leurs situations géographiques) n'ont pas été considérés,.
Jusqu'au 18 mars 1986, l'île est placée sous la juridiction de la Polynésie française.
Le Mexique reconnaît définitivement la souveraineté française sur l'île en 1959.

#### Occupation américaine (1944-1945)

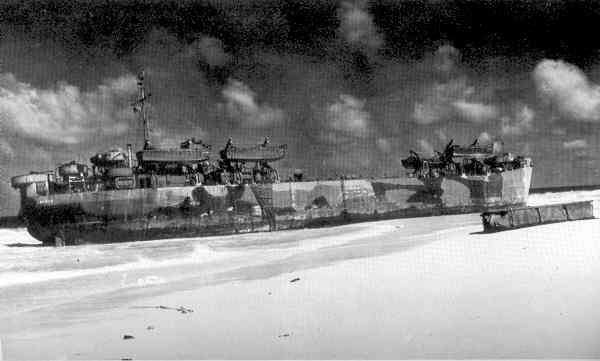
Bâtiment de débarquement de chars en LST-563 échoué sur l'île de la Passion en 1944.

En 1944, les États-Unis occupent l'île d'autorité. Ils ouvrent une passe dans la couronne (qu'ils refermeront en partant) et nivellent une piste d'aviation.
À la suite de la protestation de la France qui vient tout juste d'être libérée, protestation conduite par le ministre français des Affaires étrangères Georges Bidault, les États-Unis restituent le territoire à la France le 21 mars 1945. L'armée américaine laisse sur place de nombreuses caisses de munitions,.

#### Ken Stager (1958)
Island Conservation a été fondée par Bernie Tershy et Don Croll, tous deux professeurs au Long Marine Lab de l'UCSC. Ces scientifiques eurent connaissance de l'histoire de l'île de Clipperton sur laquelle s'était rendu l'ornithologue Ken Stager, du Musée d'histoire naturelle du comté de Los Angeles en 1958. Attristé par les déprédations des cochons sauvages sur les colonies de fous bruns et de fous masqués de l'île (réduites respectivement à 500 et 150 oiseaux), Stager se procura un fusil de chasse et élimina 58 cochons. En 2003, les colonies comptaient 25 000 fous bruns et 112 000 fous masqués, soit la deuxième plus grande colonie de fous bruns et la plus grande colonie de fous masqués au monde.

#### Base scientifique (1966-1969)
De 1966 à 1969, Clipperton abrite une mission scientifique française chargée de mesurer les retombées des essais nucléaires français dans le Pacifique. L'objectif est de rassurer les États-Unis, en montrant que les retombées nucléaires n'atteignent pas le continent américain.

#### Statut actuel
Depuis 2007, l'île est placée sous l'autorité du ministre chargé de l'Outre-mer, autorité qu'il délègue au haut-commissaire de la République en Polynésie française, bien que l'île ne fasse plus partie de ce territoire d'outre-mer, mais y soit seulement rattachée administrativement. Le haut-commissaire accorde donc depuis Papeete les autorisations de débarquement et de séjour sur Clipperton, ainsi que l'octroi des droits de pêche dans la zone économique exclusive autour de l'île. Aujourd'hui, l'île de Clipperton relève du domaine public et elle est inscrite au tableau des propriétés domaniales de l'État français. L'île est donc classée sous le régime législatif et l'organisation particulière au même titre que les Terres australes et antarctiques françaises (TAAF), en tant que territoire sans population permanente.

#### Accords de pêche avec le Mexique (2007-2027)
Avant 2007, les bateaux mexicains pêchaient dans la zone économique exclusive (ZEE) de manière illégale du point de vue français. La France et le Mexique ont signé un accord de pêche en 2007 pour  dix ans. L'accord a été signé à la suite de l'incident du 26 avril 2005 au cours duquel un navire de guerre français a arraisonné et détruit l'armement d'un bâtiment de pêche mexicain pris par hasard en train de pêcher illégalement dans la zone économique exclusive française. L'accord de 2007 prévoit un volume maximum de pêche. Cependant, il apparaît qu'aucune vérification n'est effectuée, les navires mexicains pouvant refuser les contrôles.
L'accord a été reconduit dans les mêmes conditions en 2017.

### Avenir
Dans les années 2010, la situation de Clipperton suscite des intérêts politiques et scientifiques relativement importants. À la suite de l'expédition de Jean-Louis Étienne, la question de l'usage du territoire fait l'objet de débats. L'absence de présence humaine permanente contribue à en faire un territoire délaissé, non exploité sur les plans économiques ou scientifiques. Le député français Philippe Folliot, spécialiste des questions liées à Clipperton et seul élu de la République à s'être rendu sur l'île, remet en 2016 au gouvernement un rapport sur la valorisation du territoire,,.
Jusqu'à présent, la présence française se fait au travers d'une visite annuelle par une frégate de la Marine nationale, en général le Prairial, qui permet d'y entretenir la plaque et le drapeau français censé y flotter. Ceci s'avère nécessaire en vertu du droit international relatif au statut de la mer et du maintien de la zone économique exclusive française, qui permet notamment à la France d'être partie à plusieurs traités internationaux concernant cette zone de l'océan Pacifique, notamment pour les ressources halieutiques (l'île se situe dans une importante zone de ressources pour la pêche au thon), mais exige que la souveraineté soit justifiée par une occupation régulière.
Cette réaffirmation régulière de la souveraineté française reste toutefois limitée. Des paquets de cocaïne, attestant de l'utilisation de l'atoll par des narcotrafiquants, sont régulièrement retrouvés ; la piste aérienne est également utilisée pour le trafic de drogue,.
De même, des activités de pêche illégale sont probablement menées dans les eaux entourant l'atoll qui souffre d'une pollution non négligeable. Des déchets rejetés par la mer sont régulièrement retrouvés au gré des diverses expéditions. Cette présence réduite de la France a suscité des réactions de la part du Mexique, qui considère que l'atoll n'est qu'un simple rocher ne pouvant servir à des prétentions de ZEE sur la base de la Convention des Nations unies sur le droit de la mer (CNUDM). Celle-ci indique en effet que seules les terres pouvant être occupées peuvent donner lieu à des ZEE.
Par conséquent, des pistes ont été proposées pour raffermir la présence de la France sur ce territoire. L'établissement d'une base permanente, potentiellement ouverte à des scientifiques étrangers, serait une manière d'assurer une présence constante et de renforcer le respect de la légalité sur l'atoll et ses alentours. Des propositions comme les flux logistiques pour alimenter la future station scientifique à vocation internationale, éventuellement à partir des îles Marquises, la construction d'un abri paracyclonique, l'ouverture d'une passe ou encore la dératisation de l'île ont été émises par Philippe Folliot.

## Expéditions scientifiques
- L'île a été visitée plusieurs fois au cours du XIXe siècle et a fait l'objet de plusieurs cartes et comptes rendus devant des académies. On trouve ainsi une description de l'île par Robert Evans Snodgrass et Edmund Heller lors de l'expédition « Hopkins Stanford Galapagos » (1898-1899), les deux savants y ayant fait relâche les 23 et 24 novembre 1898[65].
- De 1966 à 1969 se succédent par périodes de quatre mois les « Missions Bougainville » de la marine française qui y réalisent des études très détaillées, notamment de l'hydrobiologie du lagon et de la faune[66].
- Passage de l'équipe Cousteau en 1980[67].

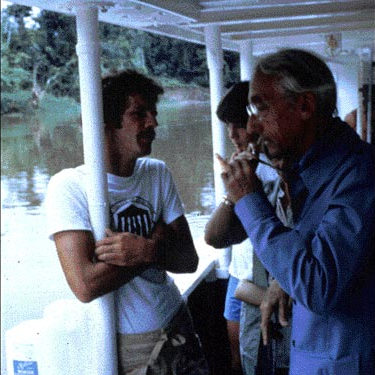
Passage de l'équipe Cousteau sur l'île en 1980. À droite, Cousteau.

- En 1980, une première bouée météorologique de Météo-France est ancrée dans le lagon, par l'équipage du TCD Ouragan. Cette bouée mesure la pression atmosphérique et la température de l'eau du lagon. Elle transmet ces données par satellite (via le système Argos). Deux autres bouées prendront la relève jusqu'en décembre 1982. À cette date, une station terrestre automatique transmettant de plus nombreux paramètres est installée à terre, lors d'une visite du porte-hélicoptères Jeanne d'Arc[68]. Cette station cesse de fonctionner après quelques mois d'activité à la suite d'un acte de vandalisme.
- L'expédition mexicano-française SURPACLIP dirigée par Vivianne Solis-Weiss de l'UNAM (Mexique), l'équipe de chercheurs mexicains et le géographe français Christian Jost s'y rendent en novembre 1997 et réalisent un état des lieux. C'est la première fois que les Mexicains y retournent officiellement depuis le drame des années 1914-1917.
- En 2000, des rats sont accidentellement introduits sur l'île à la suite d'un naufrage[69]. Les dégâts qu'ils causent sur les écosystèmes sont considérables[70].
- En 2001, visite de la frégate de lutte anti-sous-marine de la marine nationale française Latouche-Tréville. À son bord : 250 marins, la mission scientifique Passion 2001 dirigée par Christian Jost du Centre national de la recherche scientifique (CNRS), et le reporter Stéphane Dugast. Cette mission appuyée par la marine nationale réalise une série d'études sur le milieu terrestre et implante pour l'Institut de recherche pour le développement (IRD) la première borne géodésique (10° 17′ 31,783″ N, 109° 12′ 26,018″ O)[71]. Elle inventorie la faune et la flore de l'île, et établit une nouvelle cartographie.
- En 2003, la frégate Prairial dépose sur l'atoll l'explorateur polaire Jean-Louis Étienne, son assistant-charpentier Denis Comte, et deux reporters : Stéphane Dugast et Xavier Gasselin.

- Entre décembre 2004 et mars 2005, une équipe de scientifiques français (et mexicains) du CNRS, du Muséum national d'histoire naturelle, de l'IRD, de l'EPHE et de l'INRA, autour de Jean-Louis Étienne, réalisent un nouvel inventaire de la faune et de la flore, et étudient la géologie de l'île. Sponsorisés par GDF et Unilever, ils tentent d'éradiquer les rats. L'objectif est de créer une base de données afin d'étudier par la suite l'évolution de la biosphère à partir des transformations de ce lieu clos et réputé peu visité[72],[73],[74].
- En 2013, une nouvelle mission du programme Passion, la mission Passion 2013, conduit Christian Jost et J. Morschel de l'université de la Polynésie française (UPF) à rejoindre à bord de la frégate Prairial l'expédition Cordell 2013 de radioamateurs qui les ramènera au Mexique après avoir réalisé des mesures précises de la côte sud-est dont l'érosion est susceptible de rouvrir une passe vers le lagon comme l'atoll était ouvert avant 1850.
- En 2015, l'expédition scientifique internationale Passion 2015, organisée et dirigée par Christian Jost de l'UPF, débarque sur l'île pour quinze jours pleins 14 scientifiques en provenance de Polynésie, de Nouvelle-Calédonie, du Mexique, de La Réunion, et de France métropolitaine. Cette mission a notamment pour objectifs de réaliser un inventaire complet et une cartographie de la flore sous SIG (Système d'information géographique), de la faune et de la flore récifale, ainsi que le premier MNT (Modèle numérique de terrain), carte topographique précise complétant les mesures de la dynamique et de l'érosion côtière surveillée depuis vingt ans par Christian Jost. Une exposition photo de l'UPF est consacrée à cette mission. La mission bénéficie d'un appui logistique exceptionnel de la Marine nationale et notamment de la frégate FS 731 Prairial, ainsi que de l'Armée de terre (RIMAPP de Polynésie française). C'est aussi la plus importante mission militaire française depuis les missions Bougainville des années 1960. Le député Philippe Folliot rejoint les chercheurs en fin de mission. Il est le premier élu de la République à venir sur l'île[75],[76].
- En février 2016, la société canadienne N2Pix obtient l'autorisation du haut-commissaire pour conduire une mission mi-touristique (14 touristes plongeurs), mi-scientifique (3 chercheurs dont un Français qui ne pourront rester que quelques heures sur l'atoll)[77],[78]. Ils réalisent un inventaire des espèces marines pour mieux cerner la migration des grandes espèces pélagiques le long de la côte américaine[79].
- En avril 2016, le National Geographic Pristine Seas, dirigé par Enric Sala (en), réalise l'expédition Clipperton Island Expedition destinée à réaliser un inventaire des faunes marine et aviaire que réalisa Christian Jost qui resta cinq jours en solitaire sur l'atoll. Les moyens considérables mobilisés par cette expédition (caméras de profondeurs descendant à plus de 1 100 m, caméras pélagiques, sous-marin) permettent de réaliser un inventaire exceptionnel et de découvrir de nouvelles espèces. Un rapport conséquent est fourni aux autorités de l'État français[80], ainsi qu'un film de 26 minutes, Clipperton - l'île de La Passion[81].
- En 2018, l'expédition Tara Pacific, débutée en mai 2016 et organisée par la "Fondation Tara Océan" dont la direction scientifique est assurée par le Centre de Recherches Insulaires et Observatoire de l'Environnement (CRIOBE) et le Centre scientifique de Monaco (CSM), fait escale à Clipperton du 6 au 13 août. Tara Pacific se focalise sur la compréhension de la résilience des récifs coralliens face aux changements globaux actuels. Des prélèvements de coraux ainsi que des collectes d'eau océanique et côtière sont effectuées afin d'étudier la flore microbienne. Un axe secondaire de recherches est orienté vers la connectivité spatiale et génétique des requins au sein du corridor du Pacifique Tropical de l'Est. Enfin, un troisième axe d'étude est planifié sur l'observation des principaux indicateurs de l'évolution de la biocénose et du biotope propres à l'atoll[82].

## Administration

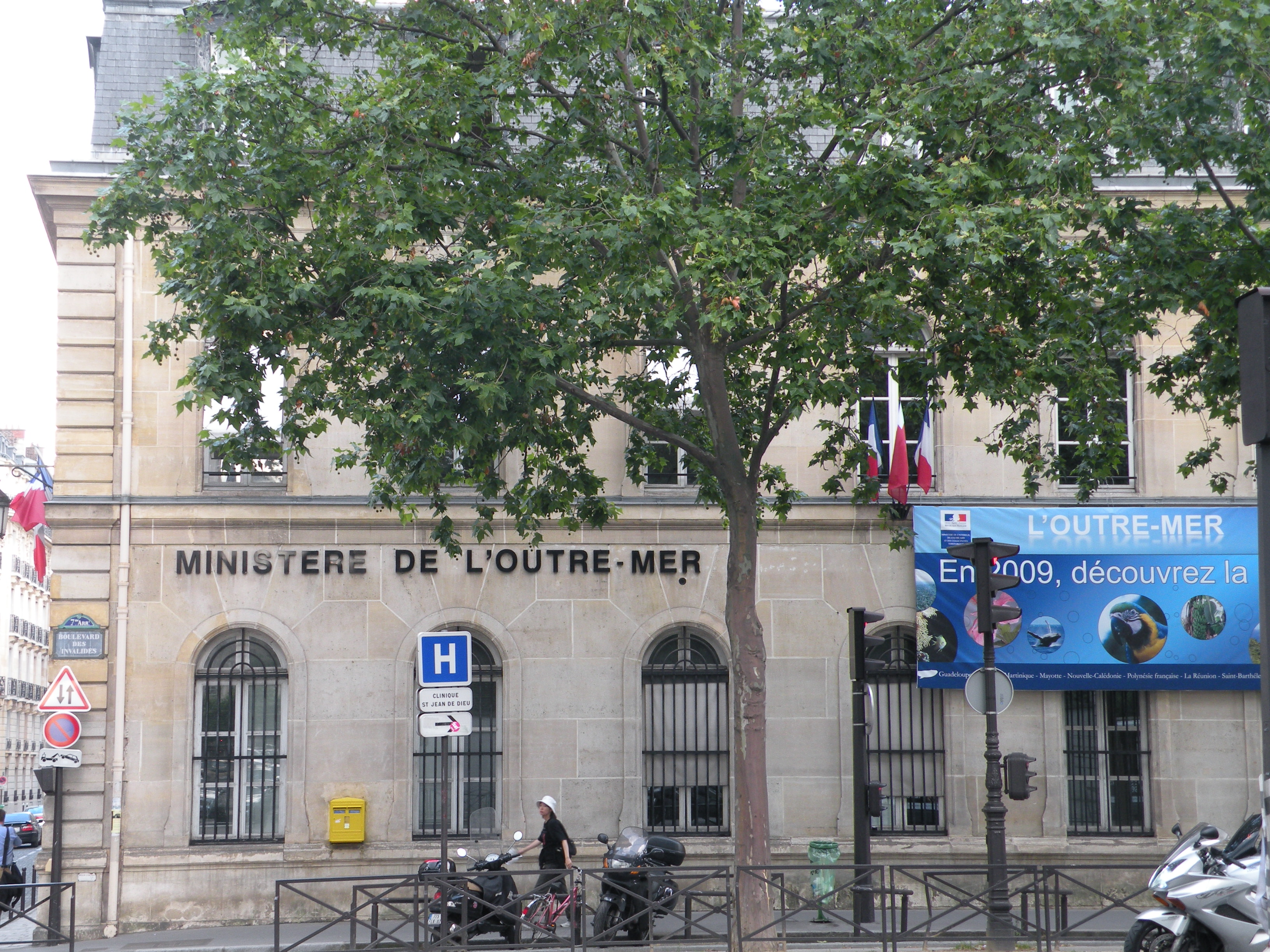
Le ministre de l'Outre-Mer français est l'autorité désignée sur l'île Clipperton.

Depuis l'adoption en 1982 de la Convention internationale sur le droit de la mer, l'îlot confère à la France le droit de contrôler et d'exploiter tout autour de l'île une zone économique exclusive (ZEE) de 435 612 km2 (c'est-à-dire, sensiblement, un cercle de 200 milles nautiques de rayon). L'Académie des sciences d'outre-mer, dès 1981, a recommandé la mise en place sur l'atoll d'une base de pêche, avec réouverture du lagon et réhabilitation et extension de la piste aérienne existante.
Après avoir été sous la juridiction des Établissements français d'Océanie dès 1936 puis de la Polynésie française jusqu'au 18 mars 1986, l'île relève aujourd'hui du domaine public et est inscrite au tableau des propriétés domaniales de l'État français. Elle est, à ce titre, sous l'autorité du ministre chargé de l'outre-mer, autorité qu'il délègue au haut-commissaire de la République en Polynésie française, représentant de l'État, à qui il appartenait d'accorder des autorisations aux particuliers désirant aborder l'atoll ou y obtenir des concessions d'exploitation.
Depuis la révision constitutionnelle du 23 juillet 2008 complétant la révision du 28 mars 2003, l'île est mentionnée au dernier alinéa de l'article 72-3 de la Constitution de la République française : « La loi détermine le régime législatif et l'organisation particulière des Terres australes et antarctiques françaises et de Clipperton ».
De fait, cette possession française ne faisait pas formellement partie des anciens territoires d'outre-mer (TOM), ni des collectivités d'outre-mer (COM) qui leur ont succédé : elle n'est pas un département d'outre-mer, ni un territoire d'outre-mer, ni une collectivité territoriale à statut particulier. Depuis février 2007, l'île Clipperton est directement administrée par le haut-commissaire de la Polynésie française sous l'égide du ministre de l'Outre-Mer. Depuis la loi no 2007-224 du 21 février 2007 portant dispositions statutaires et institutionnelles relatives à l'outre-mer, l'île Clipperton est soumise au titre II de la loi no 55-1052 du 6 août 1955 portant statut des Terres australes et antarctiques françaises et de l'île Clipperton.
La situation juridique de l'île n'a pas toujours été claire. Cependant, la loi no 2007-224 du 21 février 2007 a considérablement simplifié ces questions en plaçant l'île sous le principe de l'identité législative : les lois et règlements de la République s'y appliquent de plein droit. Dès lors, « les juridictions de l'ordre judiciaire ayant leur siège à Paris » sont « territorialement compétentes » (selon les principes de la loi du 6 août 1955 et le décret du 24 janvier 1979).
Ce texte affirme enfin de façon claire que l'île ne fait pas partie de la Polynésie française (puisque cette dernière est administrée selon le principe de spécialité législative qui avait cours en tant que TOM et confirmé dans son nouveau statut actuel de COM), même si le ministre chargé de l'Outre-mer délègue encore, pour des raisons pratiques, l'administration de l'île au haut-commissaire (délégué substituant un préfet) représentant l'État en Polynésie française, notamment pour les autorisations d'accès et l'octroi des droits de pêche dans la zone économique exclusive autour de l'île Clipperton.
Par cette même loi, l'île reste donc sous l'autorité directe du gouvernement. Elle n'est pas dotée d'une administration locale propre sur le plan exécutif, ni d'une réelle autonomie financière, mais seulement d'une ligne budgétaire dans les comptes publics du gouvernement, qui tient lieu de collectivité locale administrative pour ce territoire, le chef de gouvernement tenant lieu de préfet représentant l'État. Le code officiel géographique (COG) de l'Insee référençait ce territoire sous le code 98799 (correspondant à l'ancien rattachement à la Polynésie française, codée 987, comme s'il s'agissait d'une commune séparée) jusqu'au 31 décembre 2007, mais depuis le 1er janvier 2008 ce rattachement artificiel a été supprimé et le territoire est dorénavant codé 989 (ou 98901 pour les applications comptables ou statistiques nécessitant un découpage au niveau communal avec un code à cinq chiffres).

### Forces de souveraineté à Clipperton
La Marine nationale projette régulièrement sur zone des bâtiments en vue d'affirmer la souveraineté française sur l'île et sur sa zone économique exclusive.
| Navire                         | Navire          | Dates                    | Mission                                  | Réf.   |
| Type                           | Nom             | Dates                    | Mission                                  | Réf.   |
| ------------------------------ | --------------- | ------------------------ | ---------------------------------------- | ------ |
| Patrouilleur                   | Arago           | 16 août-17 août 2011     | Déploiement Tahiti - escale à Clipperton | [ 86 ] |
| Frégate                        | Prairial        | 2-3 mars 2013            | Passion 2013                             |        |
| Frégate                        | Prairial        | 1er-29 avril 2015        | Passion 2015                             | [ 87 ] |
| Bâtiments multi-missions (B2M) | D'Entrecasteaux | 25-27 juin 2016          | Déminage de munitions                    | [ 88 ] |
| Bâtiments multi-missions (B2M) | Bougainville    | novembre 2016            |                                          | [ 88 ] |
| Bâtiments multi-missions (B2M) | Bougainville    | 25 août-25 novembre 2017 | Passion 2017                             | [ 89 ] |
| Frégate                        | Germinal        | 18 avril-19 avril 2023   | Passion 2023                             | [ 90 ] |
| Patrouilleur                   | Arago           | 17 septembre 2024        |                                          | ,      |

## Écosystèmes
Atoll formé à partir d'une île volcanique aujourd'hui en grande partie disparue, Clipperton n'a jamais été en contact avec le continent américain ni avec aucune autre terre. Sa faune et sa flore sont donc entièrement importées, soit naturellement, soit par l'action humaine.

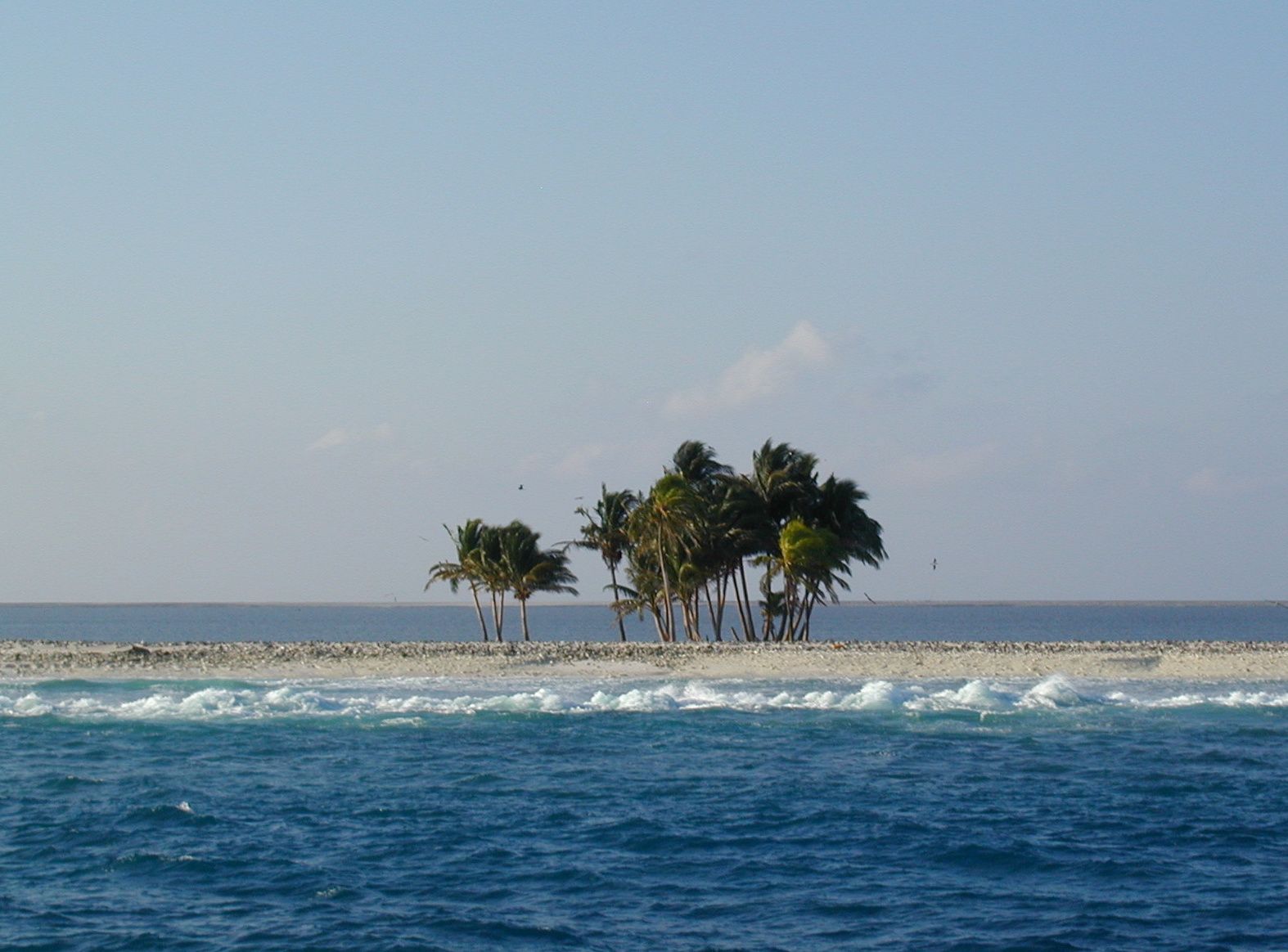
Une cocoteraie sur l'île Clipperton.

Le lagon, de 5 mètres de fond en moyenne, 55 mètres au maximum (mesures bathymétriques effectuées lors de la mission Passion 2015), dont l'eau de surface est faiblement salée, est clos (ni passe ni hoa). L'eau marine y entre par les vagues qui franchissent le cordon lors des tempêtes, mais il se dégrade : nombreux récifs et coraux morts au sud (sur quatorze espèces de coraux encore présentes en 1958, il n'en restait que huit en 1994). Aujourd'hui, une vingtaine d'espèces sont répertoriées et les récifs sont globalement en très bonne santé.
On a aussi assisté à une dégradation de l'herbier à Ruppia maritima (Angiospermae) qui couvrait 45 % du lagon, eutrophisation exacerbée par un apport de guano estimé à 650 t/an, par de nombreux oiseaux marins qui y trouvent une escale, puisque l'île est la seule terre émergée entre le continent américain et les plus proches archipels polynésiens (la présence de ces nombreux oiseaux rend délicate l'utilisation de la piste d'atterrissage sur l'île, ou les transbordements par hélicoptère depuis un navire).
Le paysage terrestre uniforme n'offre qu'un petit nombre d'habitats. La flore, qui occupe un peu moins de la moitié de la surface émergée de l'atoll, consiste en une quinzaine d'espèces poussant sur un sol exposé à une forte insolation et aux cyclones sur un substrat pauvre et peu diversifié (sables et graviers coralliens) qui — dans la région nord-ouest de l'île — a été dégradé par l'exploitation du limon phosphaté (de 1892 à 1917). À la suite d'un naufrage daté de 2000, des rats ont été introduits dans cet écosystème fragile qui s'en est trouvé profondément bouleversé.
Une zone de protection du biotope est créée en novembre 2016 dans les eaux territoriales de Clipperton.

### Faune
Malgré des ressources limitées, l'île possède une faune composée de nombreuses espèces :

#### Chilopodes et insectes
La présence de scolopendres d'une dizaine de centimètres et de nombreux cafards, actifs dès la tombée de la nuit, a été observée sur l'atoll ainsi que des fourmis et des mouches.

#### Crustacés

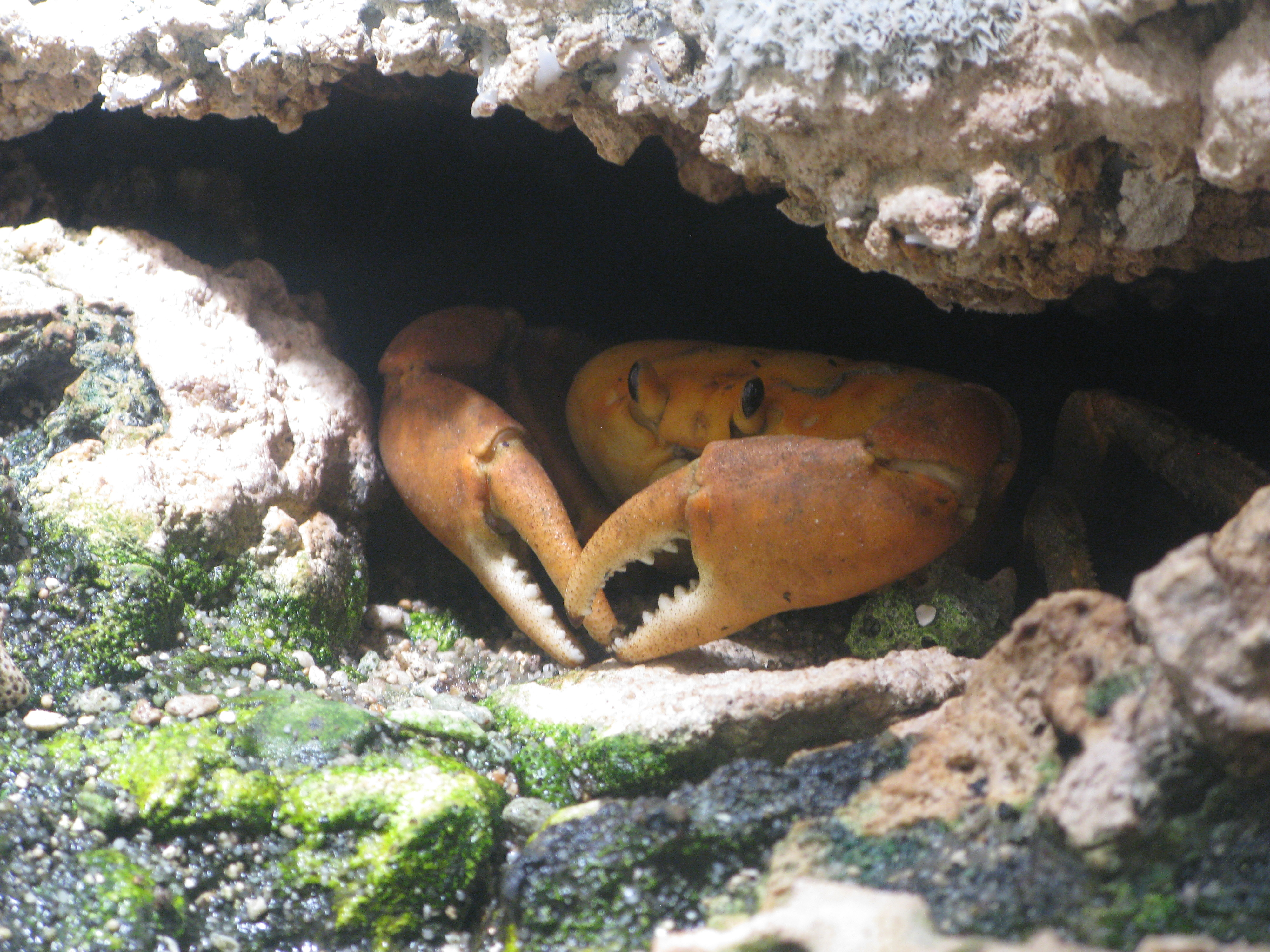
Crabe endémique.

Des crabes sont présents en nombre sur Clipperton : onze millions de crabes rouge de Clipperton (Johngarthia planata) y vivaient avant l'arrivée des rats en 2000, qui en a fait drastiquement baisser le nombre. Le dernier recensement précis de 2005 indique un chiffre de 1,25 million d'individus, mais il semblerait que la population ne soit plus que de l'ordre de quelques centaines de milliers de ces crustacés. Une tendance étayée par l'observation de la flore rampante, aujourd'hui très vivace et par la présence de nombreuses jeunes pousses de cocotiers qui avant étaient consommées par ces crabes.

#### Reptiles
Une espèce de lézard endémique (Emoia cyanura) est répertoriée, et un gecko (Gehyra mutilata) y est peut-être présent, selon l'IUCN. En 1825, des tortues vertes venaient pondre sur l'île. Elles n'ont pas été signalées depuis. Dans sa Monographie physique et biologique de l'île de Clipperton, Marie-Hélène Sachet signale la possibilité de la présence d'hydrophidés dans les eaux de Clipperton, et ajoute, en laissant toutefois planer un doute, qu'il doit vraisemblablement s'agir du serpent marin noir et jaune (Pelamis platurus).

#### Poissons
Dans l'océan qui entoure l'île, la faune sous-marine est abondante, notamment grâce au zooplancton.
Au moins deux espèces de poissons étaient jadis présentes dans le lagon (disparues en 1980), mais 112 espèces sont répertoriées hors du lagon, dont cinq ou six endémiques comme le poisson ange de Clipperton (Holacanthus limbaughi), le mérou de Clipperton (Epinephelus clippertonensis), les demoiselles de Clipperton (Stegastes baldwini) et le labre de robertson (Thalassoma robertsoni). On trouve également des mérous cuir (Dermatolepis dermatolepis), des mérous à points blancs (Epinephelus labriformis), des carangues à gros yeux (Caranx sexfasciatus), des carangues noires (Caranx lugubris), des carangues bleues (Caranx melampygus), des murènes (en particulier des murènes à petits points Gymnothorax dovii), des chirurgiens bagnards (Acanthurus triostegus), des chirurgiens à points blancs (Ctenochaetus marginatus), des chirurgiens à queue blanche (Acanthurus nigricans), des fusiliers rouges (Paranthias columnus), des lutjans (Lutjanus viridis), des poissons cochers (Zanclus cornutus), des poissons-pincette jaunes (Forcipiger flavissimus), des poissons épervier mouchetés (Cirrhitichthys oxycephalus), des poissons perroquet lie de vin (Scarus rubroviolaceus) et des tétrodons à points (Arothron meleagris). Deux nouvelles espèces de poissons jamais observées à Clipperton ont récemment été identifiées : le poisson ange royal (Holacanthus passer) et le poisson perroquet étoilé (Calotomus carolinensis).
La population des eaux en requins est en hausse sensible. On observe une augmentation de la densité et de la taille des individus, notamment en ce qui concerne l'espèce dominante qui est le requin à pointe blanche (Carcharhinus albimarginatus). On trouve aussi des requins des Galapagos (Carcharhinus galapagensis) ainsi que des requins-corail (Triaenodon obesus) et des requins-marteaux halicorne (Sphyrna lewini).
La présence de langoustes, de murènes et de tortues marines a également été relevée.

#### Coraux
La diversité corallienne du biotope sous-marin est faible. Seulement une vingtaine d'espèces sont répertoriées mais les récifs sont en très bonne santé avec un taux de couverture totale des fonds en corail vivant de l'ordre de 85 % (70 % en moyenne). On note toutefois la présence de quelques colonies blanchies ou en cours de blanchissement. Les édifices coralliens prédominent largement et les espaces sans coraux sont très rares. On trouve principalement trois genres : Porites (coraux massifs), Pocillopora (coraux à branches très courtes) et Pavona (coraux encroûtants). On observe également la présence de Millepora platyphylla (corail de feu en plaques) récemment répertorié à Clipperton. Présence qui étend la distribution de ce dernier dont l'implantation la plus proche est la Polynésie française.

#### Mammifères
Les dauphins sont fréquents autour de l'atoll, dont le dauphin à long bec (Stenella longirostris), le dauphin tacheté pantropical (Stenella attenuata), mais aussi le grand dauphin (Tursiops truncatus), le dauphin bleu et blanc (Stenella coeruleoalba) et le dauphin commun à bec court (Delphinus delphis).
Les mammifères introduits sont à l'origine de graves atteintes à l'avifaune nicheuse :
- Des porcs domestiques furent introduits accidentellement en 1897 probablement lors du naufrage du navire britannique Kinkora. La présence de l'espèce est mentionnée par le naturaliste américain Kenneth Stager en 1958, qui souligne que quelques centaines d'oiseaux sont visibles (contre des centaines de milliers d'après les témoignages du XIXe siècle). Avec son équipe, il procède à leur éradication totale. Grâce à cette intervention, l'effectif de fous masqués et de fous bruns de Clipperton passe pour la première espèce de 150 à 112 000 individus en 2003, et pour la seconde de 500 à 25 000 en 1980[97]. Une seconde introduction accidentelle eut lieu ultérieurement et donna lieu à une seconde éradication en 1968.
- Des rats noirs auraient été introduits en 1998 ou 1999, à la suite de deux naufrages. L'espèce est un prédateur pour la faune locale et son éradication est à l'étude.

#### Oiseaux

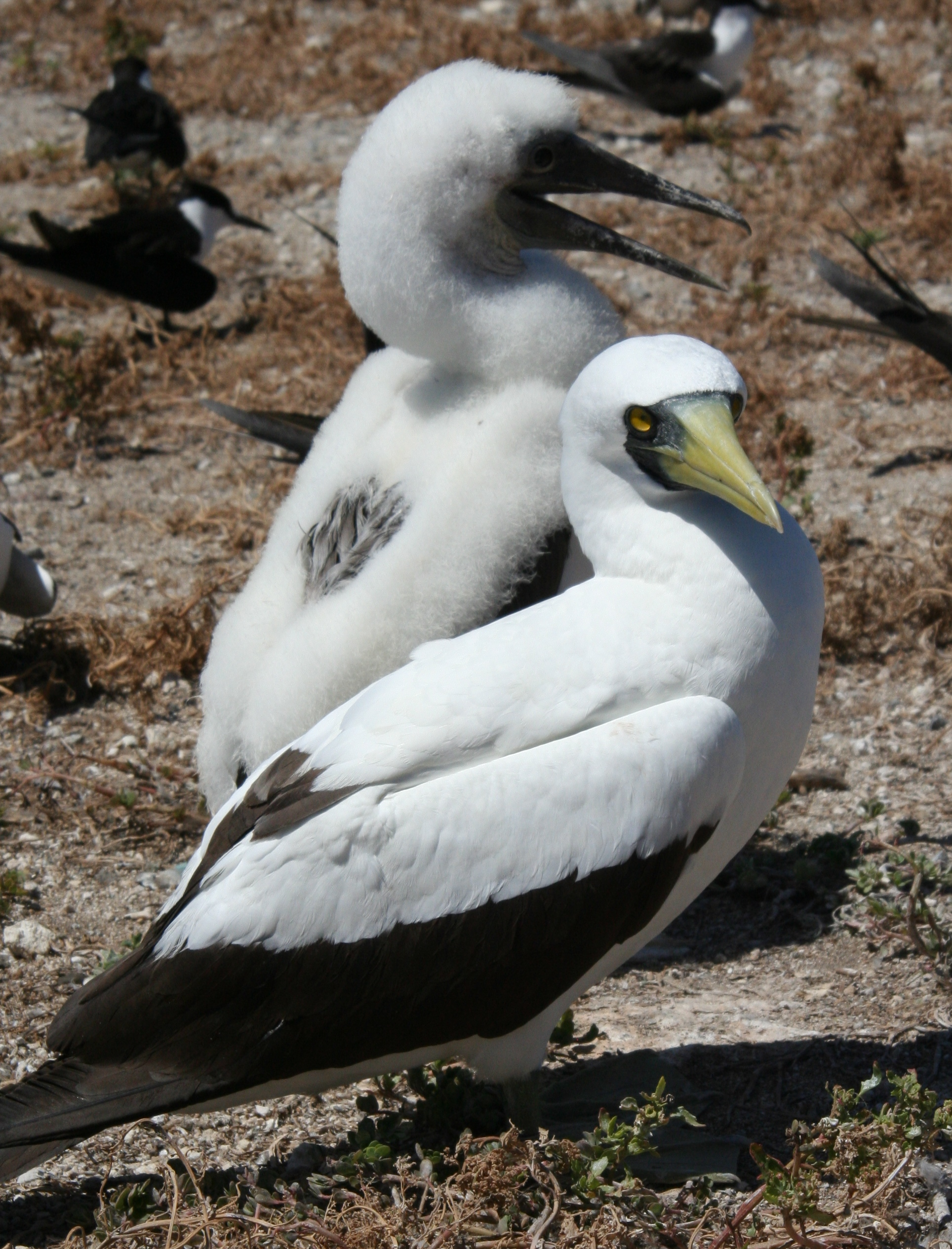
Fous masqués

L'atoll de Clipperton est la seule terre émergée à des centaines de kilomètres alentour. Elle représente donc un lieu d'étape idéal pour les oiseaux marins. Les premières observations scientifiques font état d'une densité exceptionnelle du nombre d'oiseaux marins mais celui-ci a fortement chuté au début du XXe siècle avec l'introduction de cochons par les exploitants de phosphate. En 1958, les cochons sont éradiqués, permettant une reconstitution importante des colonies d'oiseaux. S'il est difficile d'estimer précisément le nombre d'espèces présentes sur l'atoll, les études récentes font mention de treize espèces se reproduisant à Clipperton et vingt-six oiseaux migrateurs pouvant y faire étape.
Aujourd'hui, l'atoll abrite la plus importante colonie au monde de Fous masqués (Sula dactylatra), même si leur nombre est en diminution dans les années récentes, passant de 100 000 individus au milieu des années 2000 à moins de 40 000 lors du dernier recensement. Les Fous bruns (Sula leucogaster), les Fous à pieds rouges (Sula sula) et les Fous de Grant (Sula granti) sont aussi présents. La Frégate du Pacifique (Fregata minor) est aussi recensée sur l'île avec près de 1 500 individus. La Sterne fuligineuse (Onychoprion fuscatus) est régulièrement observée sur Clipperton avec des variations sensibles puisque certaines expéditions n'en ont parfois croisé aucune. La Foulque d'Amérique (Fulica americana), disparue depuis les années 1980, est apparemment revenue sur l'atoll puisque cent cinquante individus ont été vus en 2016. Le Noddi brun (Anous stolidus) connaît quant à lui une diminution de sa présence depuis quelques décennies mais reste présent sur Clipperton.
D'autres espèces peuvent être croisées plus sporadiquement comme la Gallinule d'Amérique (Gallinula galeata), le Phaéton à brins rouges (Phaethon rubricauda), le Puffin fouqeut (Ardenna pacifica) ou la Gygis blanche (Gygis alba), en plus d'espèces migratrices qui y font étape.

### Flore
En raison du manque d'eau et de l'atmosphère saline, très peu de végétaux peuvent se développer sur Clipperton. Une quinzaine de plantes pour la plupart halophiles et xérophiles, c'est-à-dire vivant dans des sols salés et adaptées à la sécheresse, y poussent mais aucune n'est endémique. Seules deux espèces végétales ont été introduites par l'homme : le cocotier, par les Américains en 1897 et le tabac glauque, introduit par les Mexicains au début des années 1900.
Cinquante-quatre espèces d'algues sont répertoriées sur l'atoll. Les herbiers aquatiques se dégradent. La flore de graminées et de vivaces est dominée par quatre espèces. Elle était en 2007 composée de vingt-six phanérogames, trois mousses, quelques lichens et champignons identifiés, pour l'essentiel probablement introduits par les êtres humains. Le tapis d'Ipomoea pes-caprae encore présent en 1958 était déjà relictuel en 1980 (à la suite d'un excès d'apport azoté par les oiseaux ?). Quelques vasières, mares et fossés abritent près du lagon des Cypéracées (en régression). La flore est extrêmement sensible aux aléas climatiques : la faible altitude de l'île la rend au moins partiellement submersible lors des très grandes tempêtes, ce qui a pour effet la suppression de la végétation dans les zones touchées par la mer.
Une cartographie fine sous système d'information géographique de la couverture végétale de l'île, qui a été réalisée pour la première fois en 2015, a mis en évidence qu'une quinzaine d'espèces de plantes occupait 46 % de la surface émergée de l'atoll alors qu'en 2001 aucune couverture n'existait. Cette absence de végétation était sans doute le fait de la surconsommation des crabes qui pullulaient alors et dont la population s'estimait en millions individus. Le nombre de crabes ayant considérablement diminué avec l'arrivée des rats, les jeunes pousses végétales s'en sont trouvées nettement moins prédatées et ont pu se développer. En 2016 les observations ont confirmé cette tendance au dynamisme. En 2018, 1 405 cocotiers de plus d'un mètre de haut ont été inventoriés (865 en 2016 et 847 en 2015). La végétation rampante s'est beaucoup développée également, en particulier les prairies d'Ipomoea triloba et d'Ipomea pes-caprae qui montrent une extrême vivacité et ce malgré une submersion régulière de certaines zones par la mer. On trouve aussi les espèces suivantes : Achyranthes aspera, Corchorus aestuans (Tiliaceae), Heliotropium curassavicum, Nicotiana glauca, Salvia occidentalis (Lamiaceae), Sida rhombifolia (Malvaceae) et Portulaca oleoraceae (Portulacaceae),.

### Pollution
Les écosystèmes de l'île Clipperton (bosquets, sols dénudés, lagon et fonds marins proches) sont également régulièrement recouverts par des déchets dérivants, qui forment une pollution inquiétante.
Il reste, éparpillées sur l'île, des munitions vides et de nombreuses carcasses de moteurs laissées après l'occupation américaine de 1944 et par l'ancienne exploitation du guano au début du XXe siècle. Les anciennes baraques sont en état de délabrement. Toutefois ces déchets constituent des abris artificiels pour les populations de crustacés aux heures les plus chaudes.
L'île a été recommandée par l'Oceania Program de l'Asian Wetland Bureau pour inscription en zone humide Ramsar en 1994. Elle est toujours sur la liste des sites susceptibles d'être désignés au titre de la Convention de Ramsar.
Le 10 février 2010, le chimiquier Sichem Osprey de la compagnie norvégienne Eitzen Group (en) s'échoue sur les récifs entourant l'île avec dans sa cale notamment 10 000 tonnes de xylène et des huiles animales et végétales. Des opérations de pompage doivent être mises en place pour prévenir d'éventuelles fuites de xylène (le navire est toutefois à double coque) et alléger le navire qui trois semaines plus tard est toujours échoué. Le navire est remis à flot le 5 mars 2010 sans qu'il y ait eu de pollution à déplorer.
Lors d'une escale sur l'atoll en août 2018, les membres de l'expédition Tara Pacific (2016-2018) font le point sur l'état du récif qui l'entoure et constatent qu'il est normal et qu'il y a beaucoup de corail vivant avec une faible diversité mais qu'il est très dynamique. Par contre, sur terre, c'est un désastre, les déchets sont partout, incessamment rejetés par les courants. Les fous masqués et le fous bruns passent le plus clair de leur temps au large, à la recherche de nourriture, mais à l'heure de la nidification, les femelles cherchent refuge sur des îles comme Clipperton. Serge Planes, directeur scientifique de l'expédition indique que « tous les nids sont faits à partir de déchets plastiques (...) quel triste lieu de naissance que nous offrons à nos jeunes fous, là où ils devraient découvrir une nature pure ».

## Ressources

### Des ressources intérieures inexistantes
Le phosphate a été exploité de 1898 à 1917. Les ressources de guano sont également épuisées. Aujourd'hui inhabité, l'îlot n'abrite plus de station météorologique.

### Une ZEE très vaste

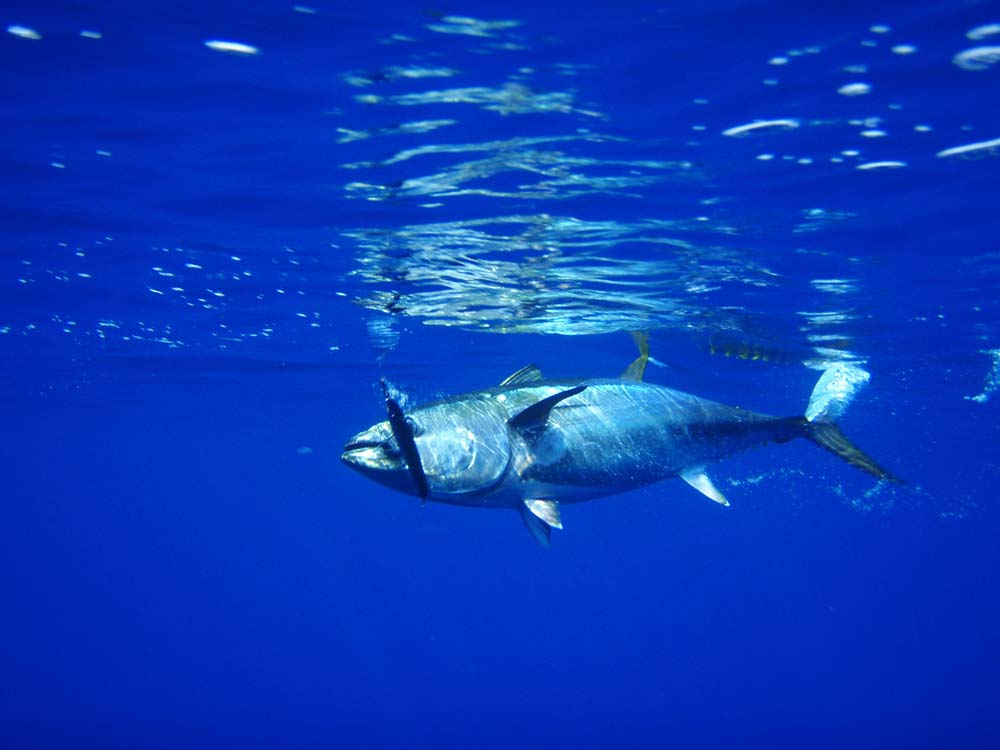
Le thon serait une des richesses de Clipperton.

L'intérêt actuel réside dans la zone économique exclusive française de 435 612 km2 qui l'entoure (ce qui représente un disque de 201 milles de rayon, soit à 200 milles d'un atoll qui fait sensiblement un mille de rayon), permettant à la France d'être membre de la Commission interaméricaine du thon tropical (en anglais, Inter-American Tropical Tuna Commission, IATTC) et de pouvoir pêcher le thon. Cette zone représente l'une des plus riches au monde en thonidés.
La mission océanographique mexicano-française SURPACLIPP a aussi découvert en 1997 la présence de nodules polymétalliques riches en nickel et en cuivre.
Par ailleurs, dans le cadre de son programme EXTRAPLAC, la France n'aurait pas voulu en 2009 faire valoir auprès de l'ONU ses droits de possession à Clipperton en relation avec une zone de 40 000 km2 de plateau continental, perdant ses droits de manière définitive,.

## Aspects culturels

### Philatélie

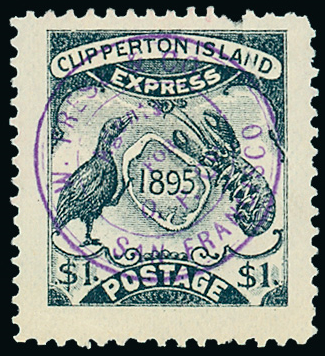
Timbre de 1 $ de Clipperton (1895).

La compagnie américaine qui exploita le guano de l'île Clipperton fit imprimer dix timbres en mars 1895 « Clipperton Island Postage » à San Francisco avec les valeurs faciales de 1, 2, 3, 4, 5, 8, 10, 25, 50 cents et 1 dollar. Ces timbres furent utilisés en 1895 et 1896 pour le courrier de la compagnie.
Pendant l'occupation mexicaine, des timbres mexicains de 1, 2, 3, 4, 5, 10 centavos et 1 peso avec une surcharge diagonale « CLIPPERTON » ont été utilisés jusqu'en 1914.
Un timbre de la poste française est émis en 2011 pour commémorer la découverte de l'île (Yvert no 4611). D'une valeur faciale de 1 euro, il est dessiné par Marie-Noëlle Goffin. L'émission de ce timbre est à l'initiative d'Alain Duchauchoy, vice-président chargé de la communication et des relations publiques de l'association Clipperton, projets d'Outre-Mer et responsable de l'expédition scientifique et radioamateur de 2008. D'un point de vue officiel, les timbres de la Polynésie française sont censés y être utilisés mais il n'y a ni bureau de poste, ni courrier sur l'île. Cependant, le code postal 98799 est attribué à l'île.

### Presse
Le journaliste Gabriel Macé a souvent parlé de l'île Clipperton dans Le Canard enchaîné et est devenu un spécialiste de l'îlot au sein de la rédaction de l'hebdomadaire.
Benoît Gysembergh a passé une semaine, en avril 1986, seul sur l'île pour un reportage publié dans Paris Match.
Le reporter Stéphane Dugast a effectué trois séjours sur l'île et publié de nombreux reportages sur cette île, notamment dans Cols bleus, le journal de la Marine nationale.
En littérature, le roman Le Roi de Clipperton, de Jean-Hugues Lime, paru en 2002, raconte la tragédie mexicaine.

### Musée de Clipperton
Le site « Bienvenue sur l'île de la Passion… Clipperton ! » a développé un musée virtuel sur Clipperton, permettant de parcourir l'histoire de l'île en moins de 3 minutes[source secondaire nécessaire].

## Code géographique Insee
Jusqu'au 23 février 2007, Clipperton était codée 98799 ; depuis, elle s'est vu attribuer le code 98-9.

### Filmographie
- Clipperton - L'Île de La Passion, documentaire 26' National Geographic - Pristine Seas, Washington/Paris, 2016 [vidéo] « Disponible », sur YouTube
- Les Oubliés de Clipperton, film réalisé par Vincent Côte en 2011, [vidéo] « Disponible », sur YouTube
- Les Mystères de Clipperton de Luc Marescot / production Gedeon Programmes, Canal+, 2005.
- Clipperton, commenté par Jean-Louis Étienne, documentaire lié au savoir scientifique, réalisé par un groupe d'étudiant / Toulon, 2005.
- Clipperton - Île de La Passion, documentaire de C. Jost, Éditions CDP Nouméa/SCEREN, Paris, 2004.
- Clipperton, l'île mystérieuse, film documentaire 52 min et 26 min réalisé par Xavier Gasselin et Stéphane Dugast, France 3 & France Ô, 2004.
- Clipperton: Isla de la pasión (téléfilm), téléfilm mexicain de 2004 (IMDB).
- La collection Cousteau 71/90 Clipperton l'île de la solitude, 2004, [vidéo] « Disponible », sur YouTube
- La isla de la pasíon (film), film mexicain de 1942 (IMDB).

#### Bases de données et dictionnaires
- Ressources relatives à la géographie :   - Insee (communes)
  - Insee (départements)
  - One Earth
  - WWF
- Notices dans des dictionnaires ou encyclopédies généralistes :   - Britannica
  - Gran Enciclopèdia Catalana
- Notices d'autorité :   - VIAF
  - BnF (données)
  - LCCN
  - Israël